# Estación Suardi
Suardi es una estación ferroviaria ubicada en la localidad del mismo nombre, Departamento San Cristóbal, Provincia de Santa Fe, Argentina.
Fue inaugurada en 1910 por el Ferrocarril Central Argentino.
Su edificio alberga un centro cultural.

## Servicios
La estación corresponde al Ferrocarril General Bartolomé Mitre de la red ferroviaria argentina. No presta servicios de pasajeros ni de cargas, sus vías e instalaciones están concesionadas a la empresa de cargas Nuevo Central Argentino.